# Saint-Georges-de-Luzençon
Saint-Georges-de-Luzençon (okzitanisch Sent Jòrdi) ist eine französische Gemeinde mit 1.584 Einwohnern (Stand: 1. Januar 2022) im Département Aveyron in der Region Okzitanien. Die Gemeinde gehört zum Arrondissement Millau und zum Kanton Millau-1. Die Einwohner werden Saint-Georgiens genannt.

## Lage
Saint-Georges-de-Luzençon liegt etwa acht Kilometer westsüdwestlich von Millau am Oberlauf des Tarn, der die nördliche Gemeindegrenze bildet und in den hier der Cernon mündet. Das Gebiet gehört zur historischen Provinz der Rouergue, die 1779 dem Quercy angegliedert wurde. Umgeben wird Saint-Georges-de-Luzençon von den Nachbargemeinden Comprégnac im Norden, Creissels im Osten, La Bastide-Pradines im Südosten, Saint-Rome-de-Cernon im Süden, Saint-Rome-de-Tarn im Westen sowie Montjaux im Nordwesten.
Das Gemeindegebiet gehört zum Regionalen Naturpark Grands Causses.

## Bevölkerungsentwicklung
| Jahr                       | 1962 | 1968 | 1975 | 1982 | 1990 | 1999 | 2006 | 2018 |
| Einwohner                  | 861  | 827  | 777  | 1027 | 1144 | 1301 | 1635 | 1607 |
| Quellen: Cassini und INSEE |      |      |      |      |      |      |      |      |

## Verkehr
Saint-Georges-de-Luzençon liegt an der Bahnstrecke Béziers–Neussargues und wird im Regionalverkehr mit TER-Zügen bedient.

## Sehenswürdigkeiten
- Dolmen
- Kapelle von Luzençon, seit 1996 Monument historique
- Burg Saint-Geniez in Bertrand aus dem 15. Jahrhundert mit Kirche, seit 1978 Monument historique
- Wehrhof Les Brouzes, seit 1990 Monument historique

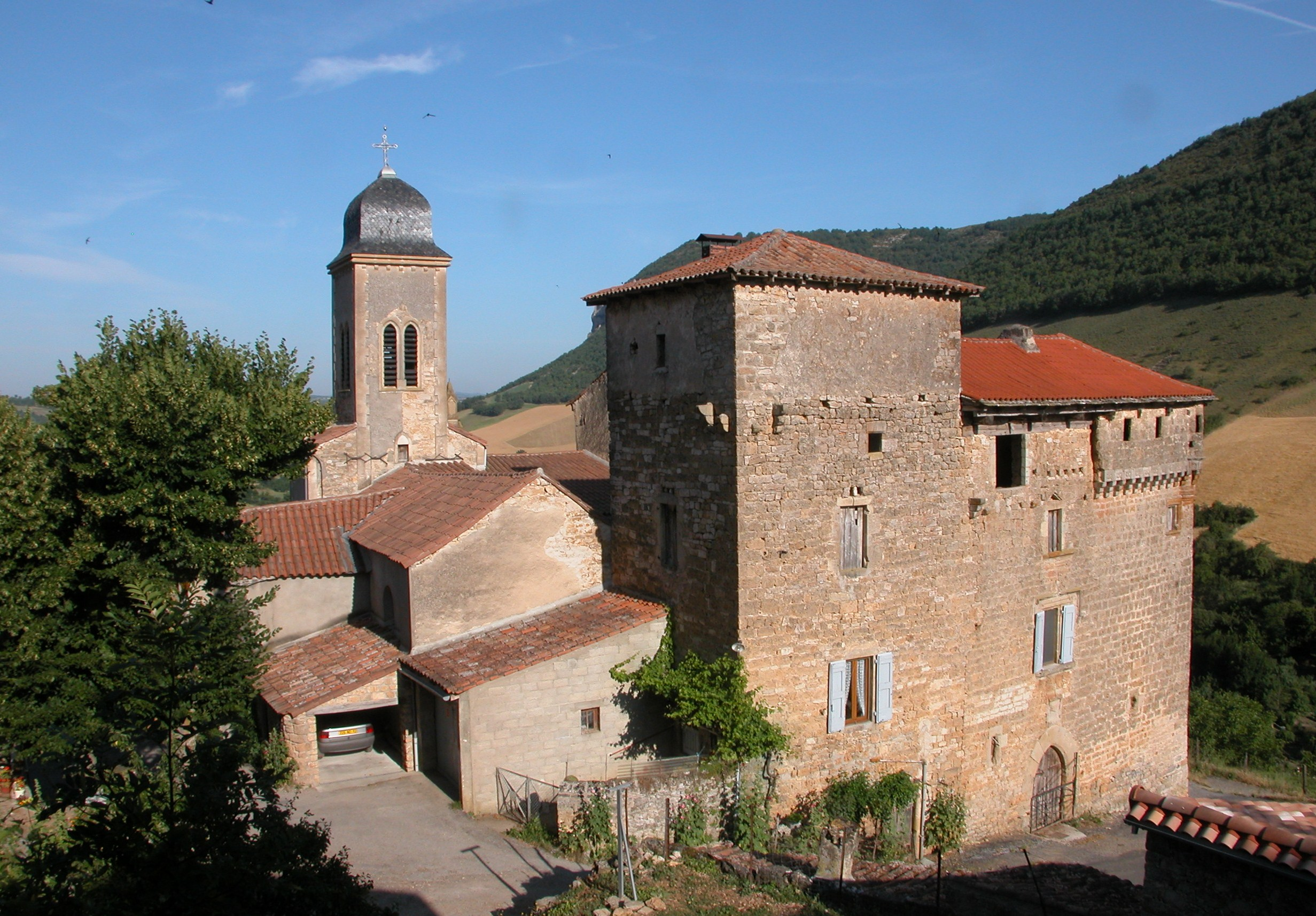
Burg und Kirche Saint-Geniez
Wehrhof Les Brouzes